# Cesar Zuiderwijk
Cesar Zuiderwijk, rodným jménem Cornelis Johannes Zuiderwijk (* 18. červenec 1948 Haag) je nizozemský rockový bubeník. Ve svých dvanácti letech začal hrát na kytaru, ale o dva roky později přešel k bicím. Jeho první kapelou byla René & His Alligators, se kterou vystupoval na střední škole. Později hrál ve skupině Hu & The Hilltops a roku 1967 spoluzaložil skupinu Livin' Blues; se skupinou v roce 1969 nahrál album Hell's Session. V roce 1970 nahradil Sieba Warnera ve skupině Golden Earring a stal se tak jejím čtvrtým bubeníkem v pořadí.